# Aspern (Autriche)
Pour les articles homonymes, voir Aspern.
Aspern était jusqu'en 1904/1905 une commune de Basse-Autriche, devenue quartier de la ville de Vienne dans le 22e arrondissement Donaustadt ainsi qu'une des 89 communautés cadastrales de Vienne.

## Géographie

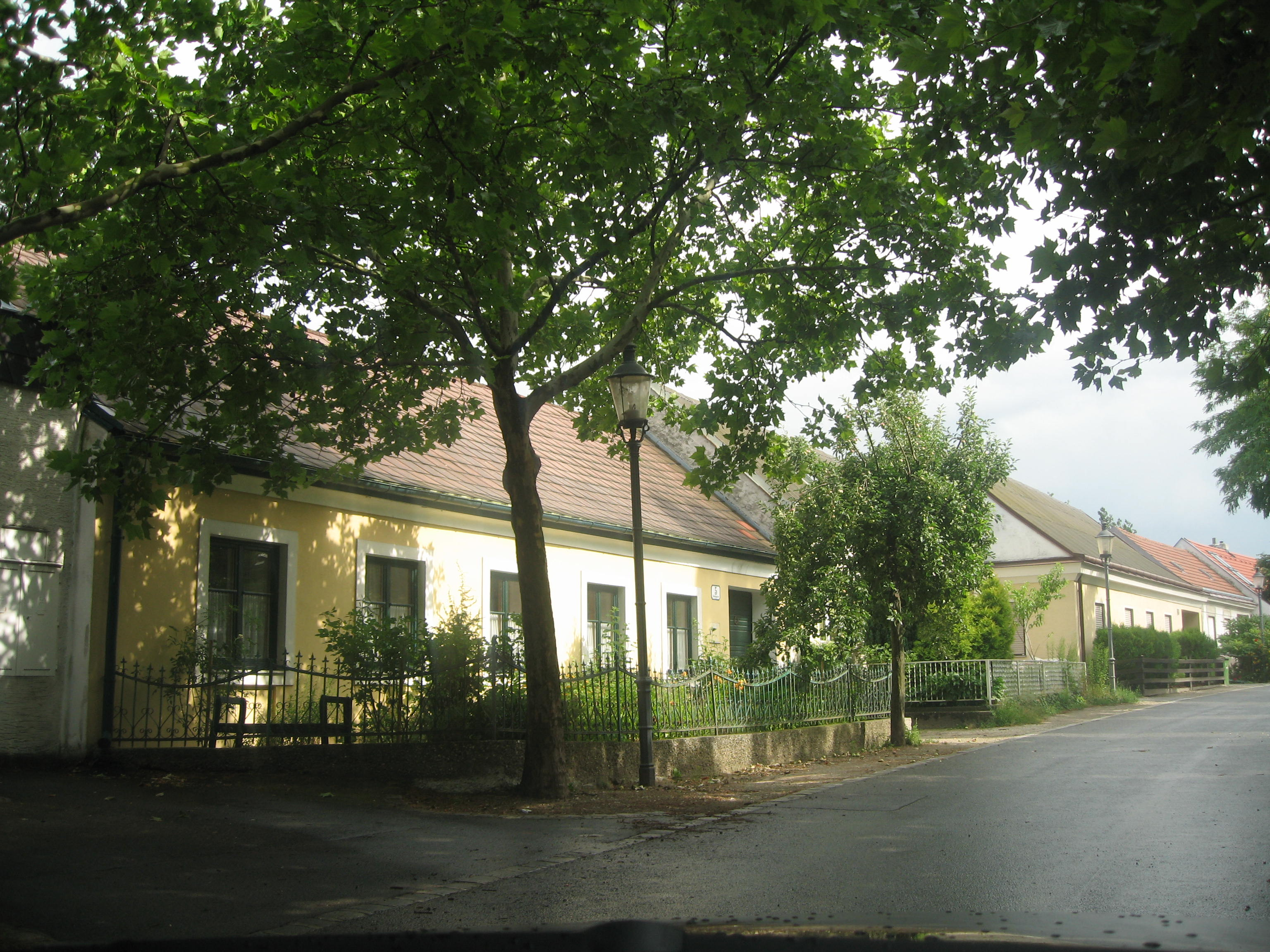
Au cœur du vieux village.

L'ancien village se trouve à 8 km à l'Est du centre-ville de Vienne. Aspern est délimité au sud par le Danube et la vaste zone marécageuse de la Lobau (une partie du parc national Danube-Auen), à l'est par le quartier d'Essling, au nord par le quartier de Breitenlee et à l'ouest par les quartiers viennois de Hirschstetten et Stadlau. La communauté cadastrale couvre une superficie de 2 012,87 ha, une petite partie se trouve dans le 2e arrondissement Leopoldstadt.
Depuis les dernières prolongations de 2010 et de 2013, la ligne U2 du métro de Vienne, commençant à la station de Karlsplatz, traverse le quartier. La gare d'Aspern Nord  possède un raccordement direct avec le réseau de la S-Bahn de Vienne.

## Histoire
Le village d'Asparn, situé sur la rive gauche du Danube dans le duché d'Autriche, fut mentionné pour la première fois dans un acte de 1258. Le territoire a été dévasté pendant le siège de Vienne par les forces ottomanes en 1529 et de nouveau au cours du second siège en 1683.
Les 21-22 mai 1809, la rive du Danube entre Aspern et Essling était le théâtre de la bataille que l'on nomme aujourd'hui bataille d'Essling (en allemand : Schlacht bei Aspern). Pendant la guerre de la Cinquième Coalition, les forces de l'empire d'Autriche, sous le commandement de l'archiduc Charles-Louis et de son général Johann von Hiller, y remportèrent une première victoire tactique sur les troupes françaises de Napoléon Ier. En 1858, un grand monument aux morts, le « Lion d'Aspern » conçu par le sculpteur Anton Dominik Fernkorn, fut érigé face à l'église paroissiale.

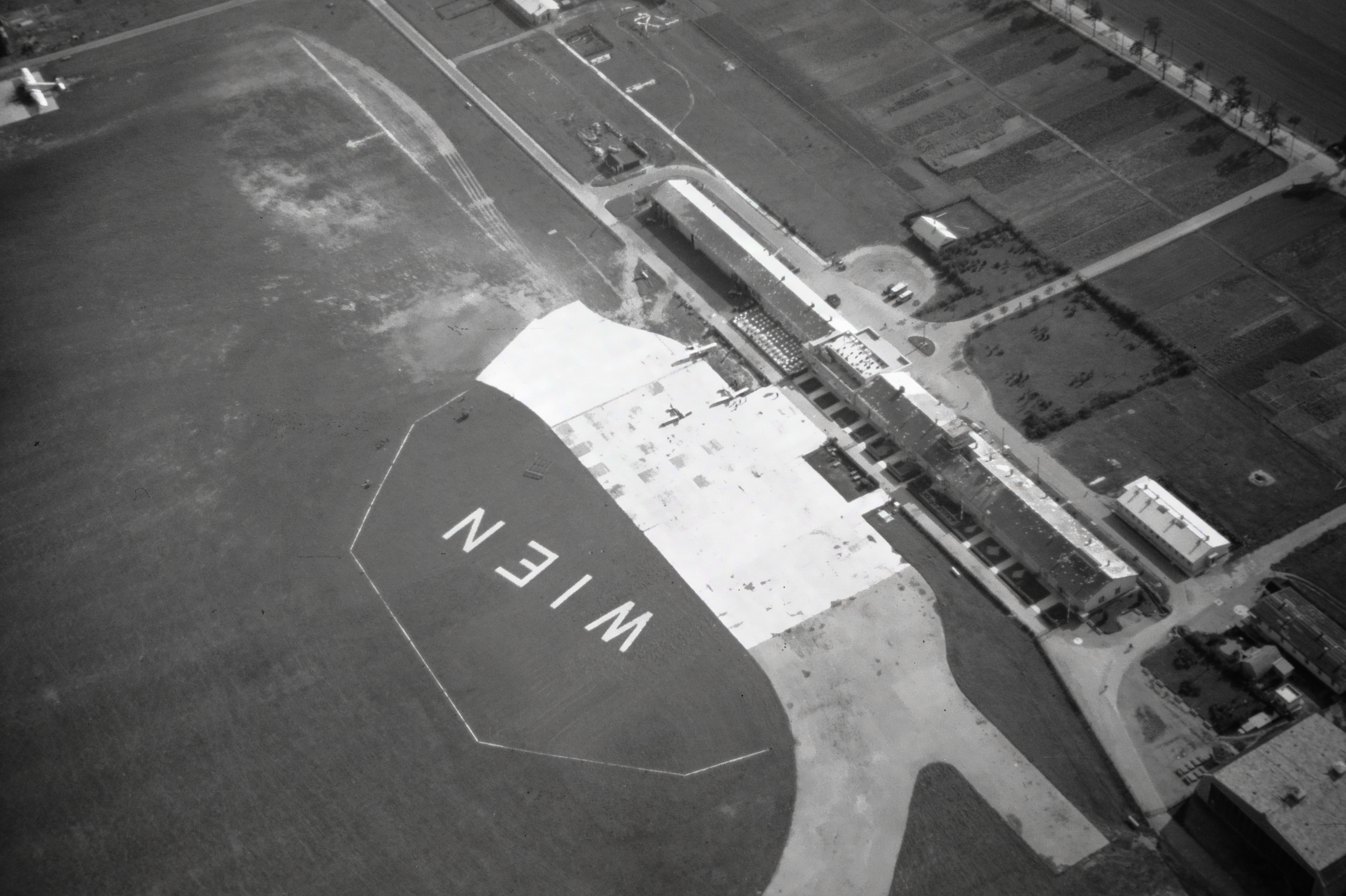
L'aéroport de Vienne-Aspern en 1934.

L'aéroport d'Aspern (Flughafen Aspern), prédecesseur de l'actuel aéroport de Vienne-Schwechat, fut inauguré le 23 juin 1912 dans la banlieue est de Vienne. Avec le déclenchement de la Première Guerre mondiale en 1914, il était une surface test  exploitée par la filiale austro-hongroise du constructeur Aviatik. Dans la période d'entre-deux-guerres, le terrain a été aménagé en plus grand aéroport de la république d'Autriche. Durant la période du Anschluss de l'Autriche au Troisième Reich, de 1938 à 1945, Aspern fut une base aérienne de la Luftwaffe. Après l'ouverture de l'aéroport civil à Schwechat en 1954, le trafic aérien continuait à diminuer et a été définitivement arrêté en 1977.

## Urbanisme
À partir des années 1990, Aspern fait l'objet d'un développement cherchant à rendre la ville plus accessible pour les personnes se déplaçant à pied et s'occupant des tâches domestiques, notamment les femmes. Depuis 2013/2014, l'un des plus grands projets résidentiels de Vienne (Seestadt Aspern) est construit sur les terres de l'ancien aérodrome.

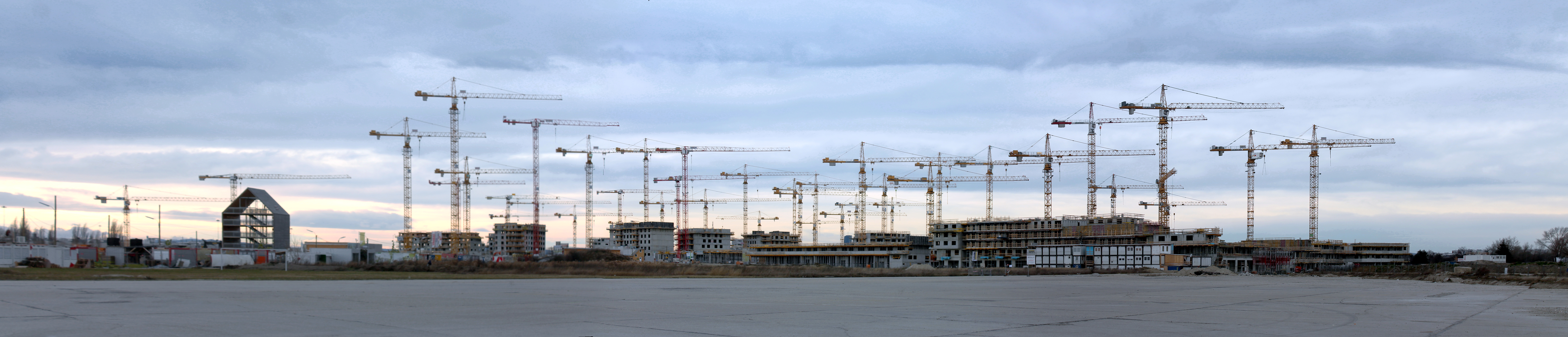
Construction de Seestadt Aspern. Décembre 2013.

## Personnalités
- David Alaba (né en 1992), footballeur, commence sa carrière à Aspern.